# Sân bay Trạm Giang
Sân bay Trạm Giang là một sân bay ở Trạm Giang, Quảng Đông, Trung Quốc (IATA: ZHA, ICAO: ZGZJ).

## Các hãng hàng không và các điểm đến
| Hãng hàng không         | Các điểm đến          |
| ----------------------- | --------------------- |
| China Eastern Airlines  | Hong Kong, Côn Minh   |
| China Southern Airlines | Trường Sa, Quảng Châu |
| Shanghai Airlines       | Shán Đẩu              |
| Shenzhen Airlines       | Thâm Quyến            |